# لوتش نمري
اللوتش النمري (الاسم العلمي:  Nemacheilus Pantheroides) هو أحد أنواع الأسماك شعاعيات الزعانف من فصيلة باليتوريداي الموجودة في أنهار الشرق الأدنى فلسطين وسوريا. مهددة بالانقراض بسبب تدمير الموطن.